# My Michelle
"My Michelle je hard-rocková píseň od skupiny Guns N' Roses z jejich debutového alba Appetite for Destruction vydaného v roce 1987. Autory písně jsou zpěvák Axl Rose a kytarista Izzy Stradlin. Zajímavá je mimo jiné tím, že při jejím nahrávání kytarista Slash použil jiný nástroj než na zbytek alba. Většinu Appetite for Destruction nahrál s kytarou Gibson Les Paul, na tuto píseň ovšem použil starší model Gibson SG, aby mohl dosáhnout hlubšího a tmavšího zvuku.

## Kompozice písně a vznik textu
Píseň je o přítelkyni členů kapely Michelle Youngové, jejíž jméno je také zmíněno na obalu Appetite For Destruction. Youngová byla kamarádka Slashovy první přítelkyně a postupně se seznámila nejen s ním ale i s jeho kapelou. Když jednou jela autem s Axlem Rosem, hráli zrovna v rádiu píseň Your Song od Eltona Johna a Youngová se letmo zmínila, že si vždy přála aby o ní jednou někdo napsal píseň. Axl se rozhodl, že tak učiní. Z jeho prvního pokusu vzešel sladký a romantický text, který ovšem se skutečným životem Michelle neměl příliš společného. Axl s touto velmi zidealizovanou verzí nebyl příliš spokojen a text přepsal, tentokrát absolutně podle skutečnosti. Členové skupiny ovšem nad textem vyjádřili znepokojení, protože se báli, že se Michelle rozčílí, až ho uvidí. Nakonec se Axl rozhodl že jí text ukáže. Michelle se text velice líbil, zejména právě díky své pravdivosti, upřímnosti a tomu že přímo poukazoval na nepříjemná fakta jejího života – drogovou závislost, smrt matky, nebo na to že její otec pracuje v pornografickém průmysl. Všechny tyto skutečnosti jsou vyjádřeny hned v první sloce textu:
Your daddy works in porno

Now that mommy's not around

She used to love her heroin

But now she's underground

So you stay out late at night

And you do your coke for free

Drivin' your friends crazy

With your life's insanity

Axl Rose v roce 1988 prohlásil
Ta holka vede bláznivej život, drogy a tak. V tý době si nevěděl, jestli se s ní zejtra vůbec ještě setkáš. Do dneška vždycky když Michelle vidim, uklidním se a jsem šťastnej. Ukázal jsem jí ten text asi po třech tejdnech debatování a ona byla šťastná že někdo nenamaloval jenom nějakej hezkej obrázek. Líbí se jí. Je to opravdu písnička o ní.
Youngová se nakonec přestěhovala z Kalifornie na druhý konec Spojených států, podařilo se jí uniknout závislosti a změnit nezřízený životní styl.
Během turné v roce 2006 si vokály v písni My Michelle rozdělil Axl Rose se Sebastianem Bachem, frontmanem Skid Row kteří dělali Guns N‘ Roses po celou dobu turné předkapelu. Přestože se jedná o jednu z nejpůsobivějších a nejúspěšnějších skladbek, nikdy nebyla vydána jako singl a není obsažena ani na albu Greatest Hits.

## Předělávky písně
- Punková skupina AFI nahrála cover-verzi My Michelle na jejich kompilaci nazvanou Punk Goes Metal.
- Základní hudební motiv ve zremixované podobě byl použit ve hře Mega Man X3.
- Velmi osobitá coververze je obsažena na albu mathcorové skupiny The Dillinger Escape Plan Bring You To Your Knees: A Tribute To Guns N' Roses.
- Red Hot Chili Peppers hráli v roce 1989 My Michelle jako intro svých koncertů.